# Cecha (filozofia)
Cecha – to w teorii poznania to, co odróżnia w porządku poznania jeden przedmiot od innego (umożliwia rozpoznanie danego przedmiotu). W sensie metafizycznym cecha to wszystko, z wyjątkiem istoty i istnienia, co o danym przedmiocie można orzec, a więc synonim przypadłości. W logice tradycyjnej dzieli się cechy na istotne, przypadkowe i kontradyktoryczne, a także wyróżnia cechy swoiste i cechy charakterystyczne. W logice współczesnej utożsamiać można natomiast pojęcie cechy z pojęciem zbioru w sensie dystrybutywnym.
- Cechy istotne: takie cechy, które wchodzą w skład treści lub znaczenia nazwy (cechy konotacyjne) lub stanowią konieczne następstwo cech konotacyjnych (cechy konsekutywne). Cechy przypadkowe (cechy niekonotacyjne) nie wchodzą w skład znaczenia nazwy. Cechy kontradyktoryczne (cechy sprzeczne) to takie pary cech, z których jedna i tylko jedna cecha przysługuje danemu przedmiotowi; na ich podstawie buduje się klasyfikacje dychotomiczne.
- Cechy swoiste: takie cechy przedmiotów danej grupy, które przysługują wyłącznie przedmiotom tej grupy. Cechy charakterystyczne (cechy diagnostyczne) jakiegoś zbioru przedmiotów stanowią podstawę zaliczenia danego przedmiotu do tego właśnie zbioru.